# Umbrella Girl
Umbrella Girl est une œuvre de street art de Banksy, peinte à La Nouvelle-Orléans, en Louisiane, en 2008. Faite au pochoir, une technique de peinture street art, en noir et blanc, elle a été peinte pour rendre hommage aux victimes de la tempête Katrina, qui a détruit les digues censées protéger les habitants.

## Description
L'œuvre est située au croisement de Rampart Street et Kerlerec Street ; on peut voir une fille en dessous d’un parapluie mais la pluie sort du parapluie Street.